# Kirseberg
Kirseberg är en stadsdel i Malmö med omkring 16 440 invånare. Området är omkring 6 kvadratkilometer stort och är inte lika platt som resten av Malmö.   

## Delområden
- Håkanstorp
- Johanneslust
- Kirsebergsstaden
- Rostorp
- Sege industriområde
- Segemölla
- Segevång
- Bulltofta
- Valdemarsro

## Parker
Det finns flera parker i området, Flygfältsparken på Bulltoftafältet i Bulltofta, Beijers park, Gerlachs park och Garnisonsplanteringen i Kirsebergsstaden, och Gröningen i Segevång.

## Idrottsklubbar

### Fotboll
Den största fotbollsklubben i området är BK Flagg som spelar på Dahlhems IP. Klubben grundades 1932 av ett gäng tonåringar. Första gången de deltog i en serie, Malmöserien, var 1934 som de vann. 
År 2005 bildades Backarnas FF som är damfotbollslag.
Tidigare fanns även Malmö City Football Club (tidigare Kirseberg IF). Klubben gick i konkurs 2024.
Håkanstorps BK var en fotbollsklubb döpt efter delområdet Håkanstorp, men med hemmaplan på Sorgenfri IP och senare Rosengårds norra IP.

### Innebandy
I Kirseberg finns också en innebandyförening; Malmö FBC bildades den 8 mars 2007 som ett samarbete mellan IBF Backalirarna och IK Stanstad och man beslutade att flytta IK Stanstads herrlag (div 2) till Malmö som då fick Baltiska Hallen som huvudarena. Organisationen bestod av personer från båda föreningarna. 25 mars 2008 beslutades att IBF Backalirarna helt gick upp i Malmö FBC. IBF Backalirarna bildades den 9 mars 1997. Första säsongen hade man ett pojklag i seriespel och 2004 hade man 18 lag fördelat på 4 flicklag, 10 pojklag, 1 herrseniorlag, 1 herrjuniorlag samt oldboys och oldgirls. Föreningens damlag spelar sedan säsongen 15/16 i högsta serien Svenska Superligan (SSL).

### Hockey
Hockeyklubben IK Pantern, bildad 1959, har sin verksamhet på Kirseberg. Klubben spelar sedan 2019 återigen i Kirsebergs Ishall. 

### Simning
Simklubben Ran äger Segevångsbadet i Kirseberg. Där har SK Ran träning på sommarhalvåret. Under vissa perioder/dagar har Segevångsbadet öppet för allmänheten.

## Bildgalleri

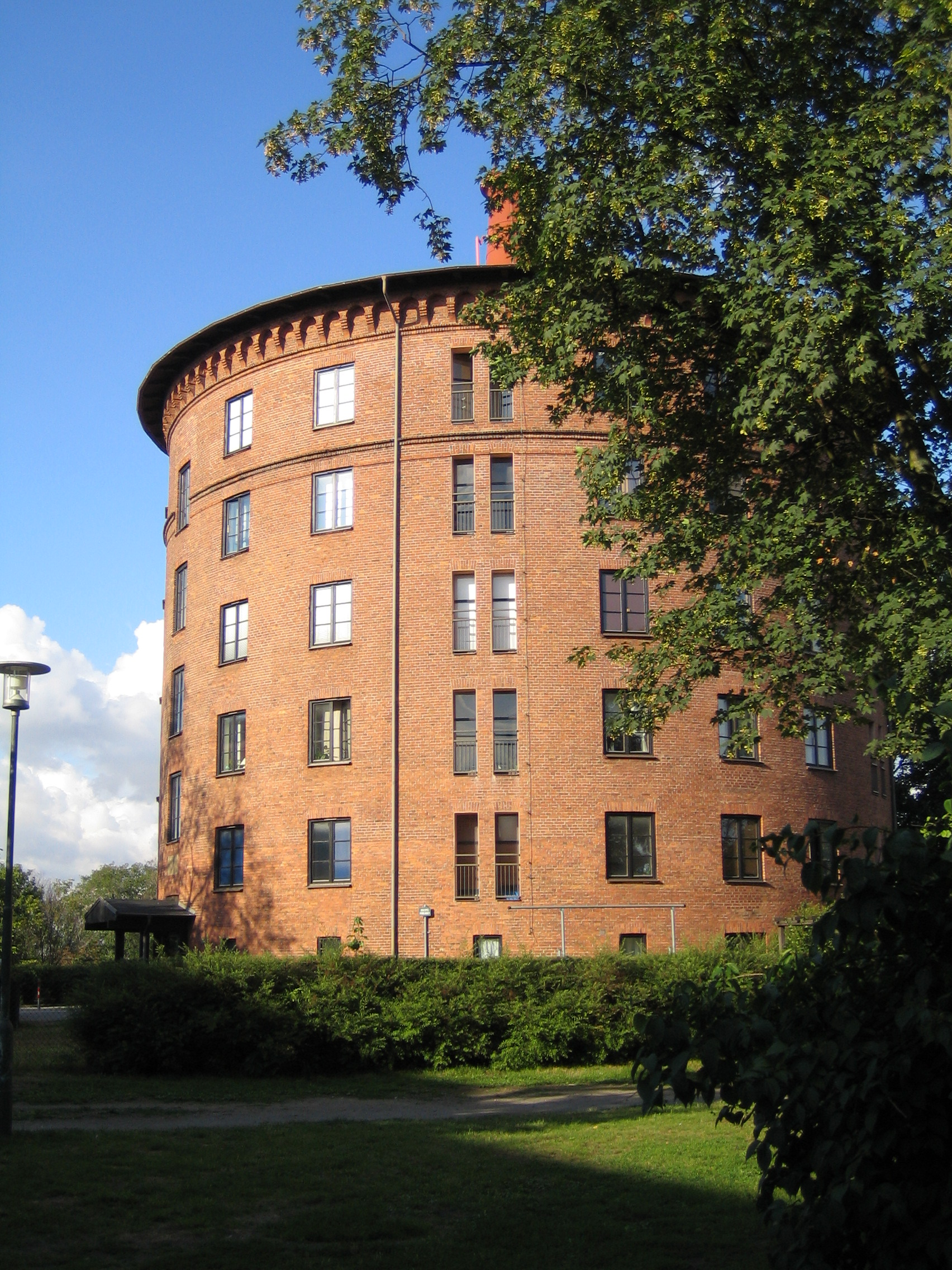
Gamla vattentornet, som numera hyser bostäder, i Kirsebergsstaden.
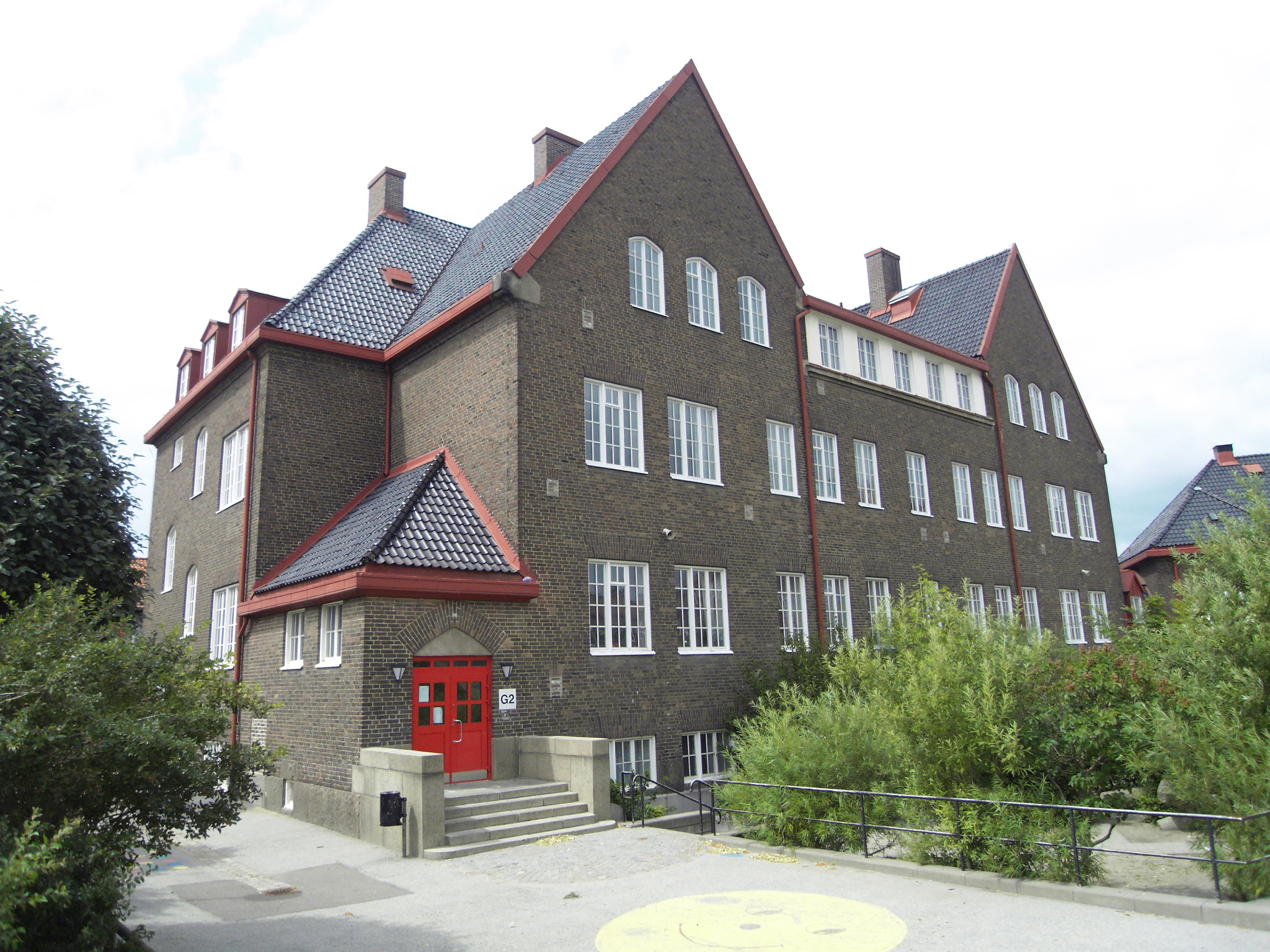
Kirsebergsskolan, en stor och gammal grundskola i Kirsebergsstaden.
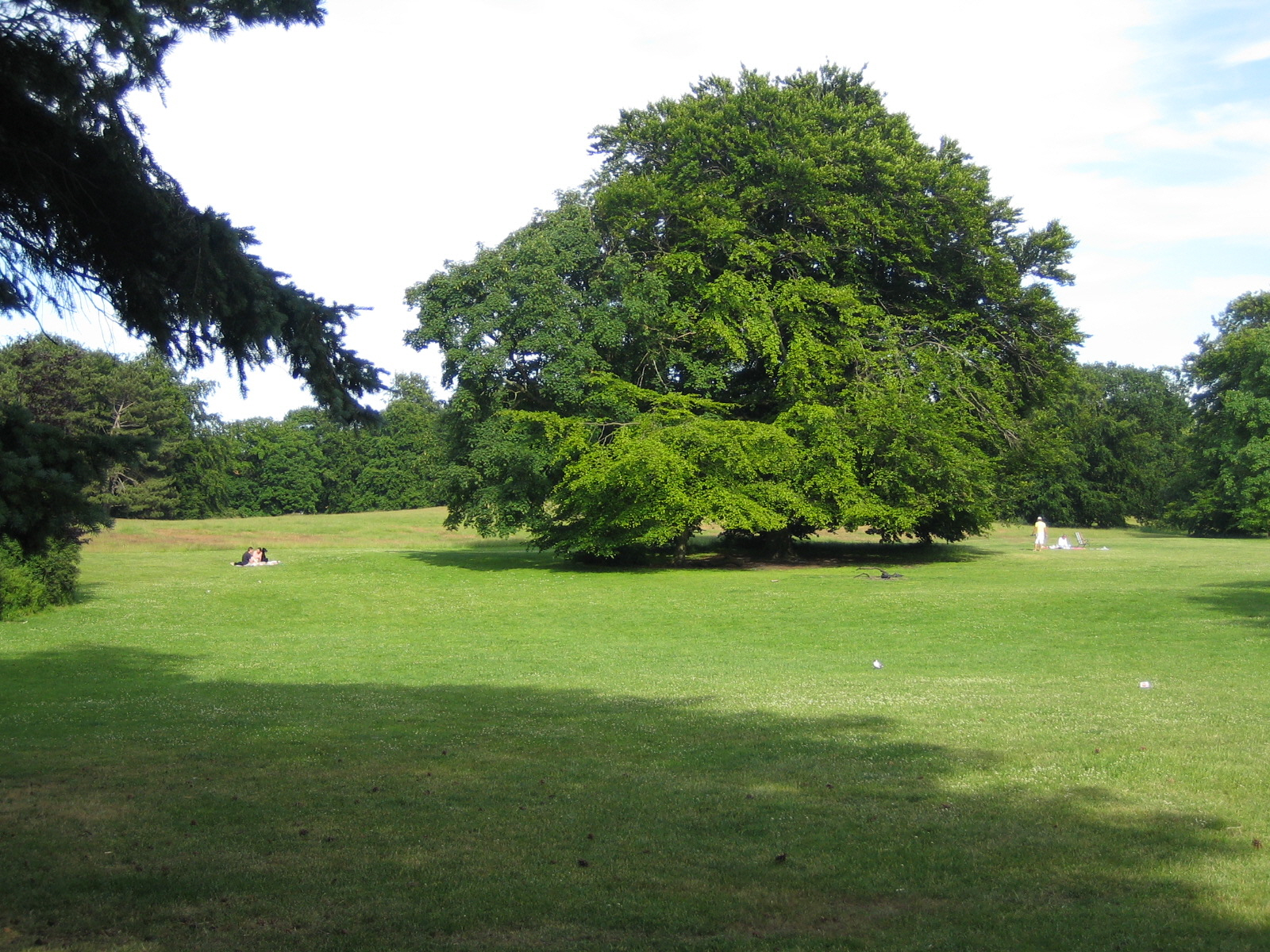
Beijers park i Kirsebergsstaden.
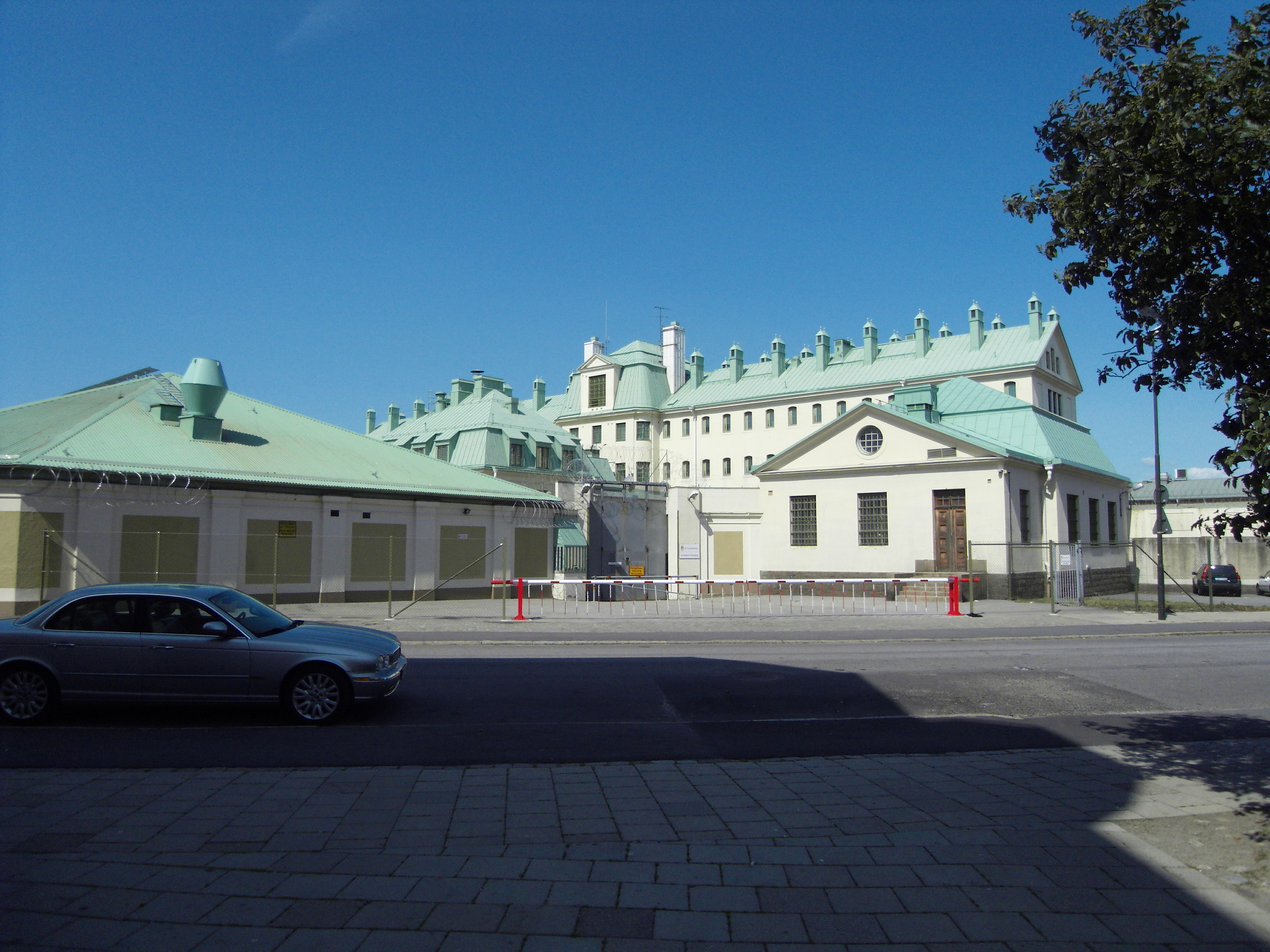
Anstalten Malmö Kirseberg, också kallad Kirsebergsanstalten, i Kirsebergsstaden och sedd från Norra Bulltoftavägen.
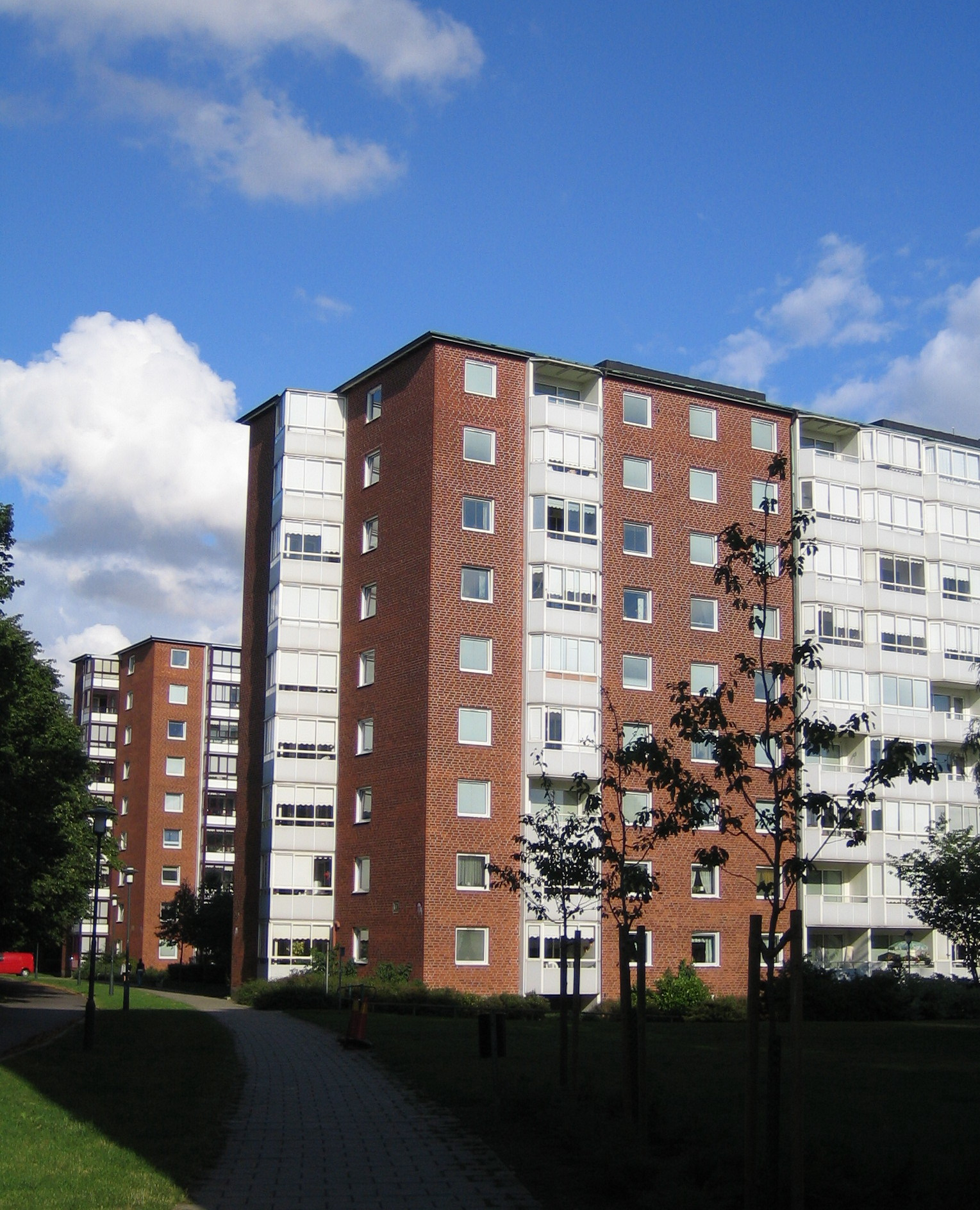
Höghusen i delområdet Segevång.
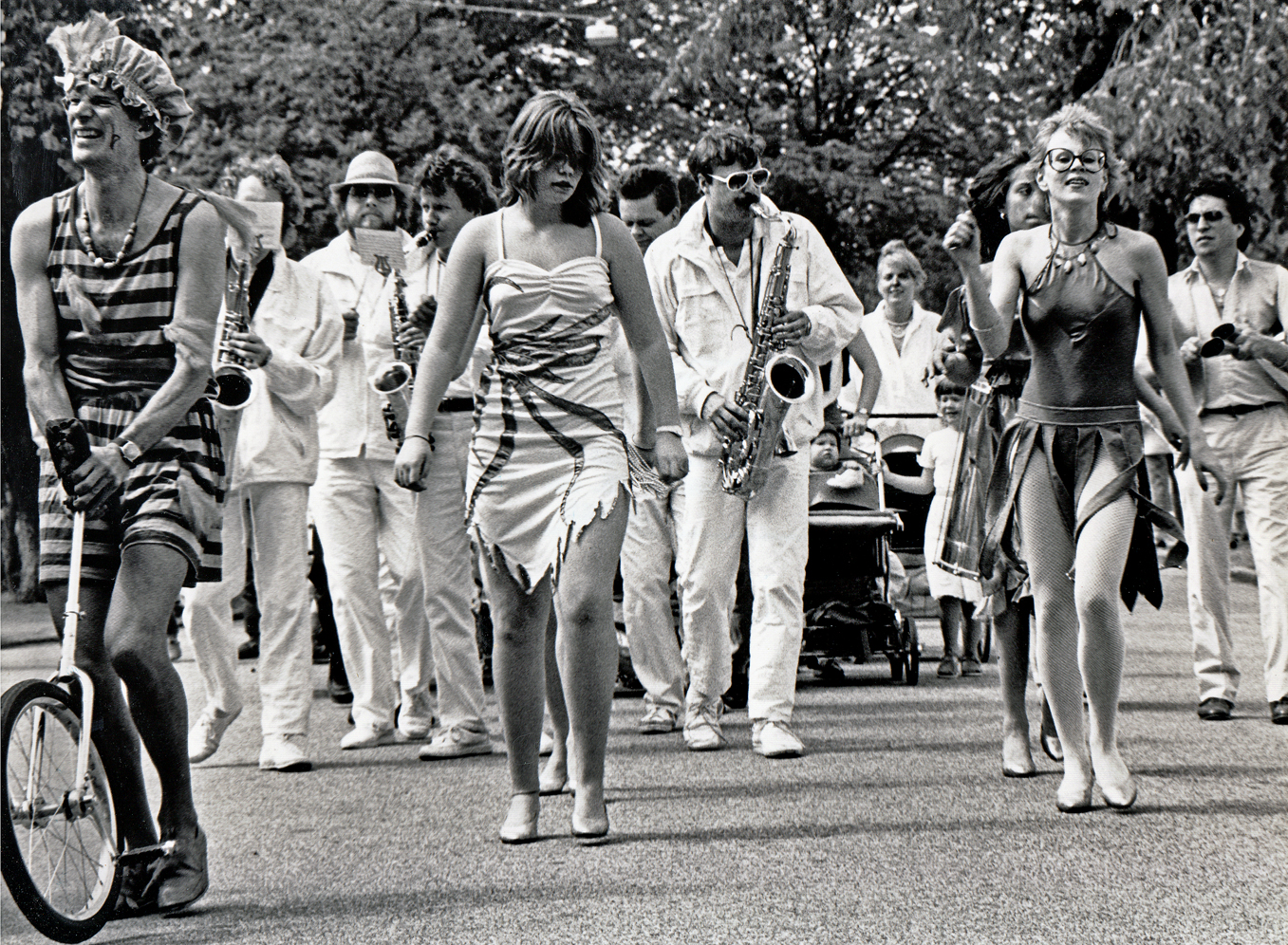
Kirsebergskarnevalen 1987.
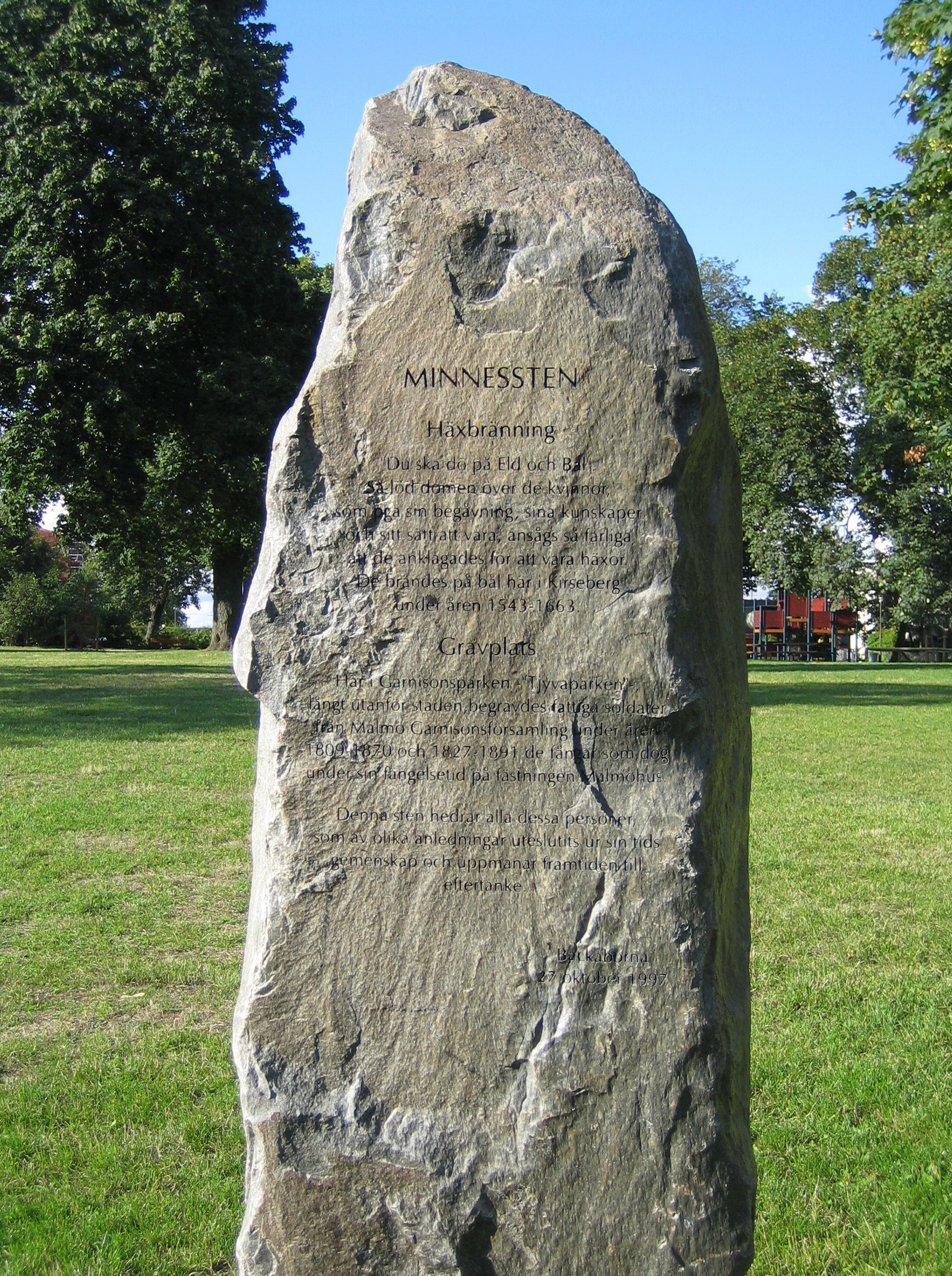
Minnesstenen för de som blev oskyldigt avrättade på 1600-talet, de som anklagades för att vara häxor och trollkarlar, i Garnisonsplanteringen, även kallad Tjyvaparken, i delområdet Kirsebergsstaden.
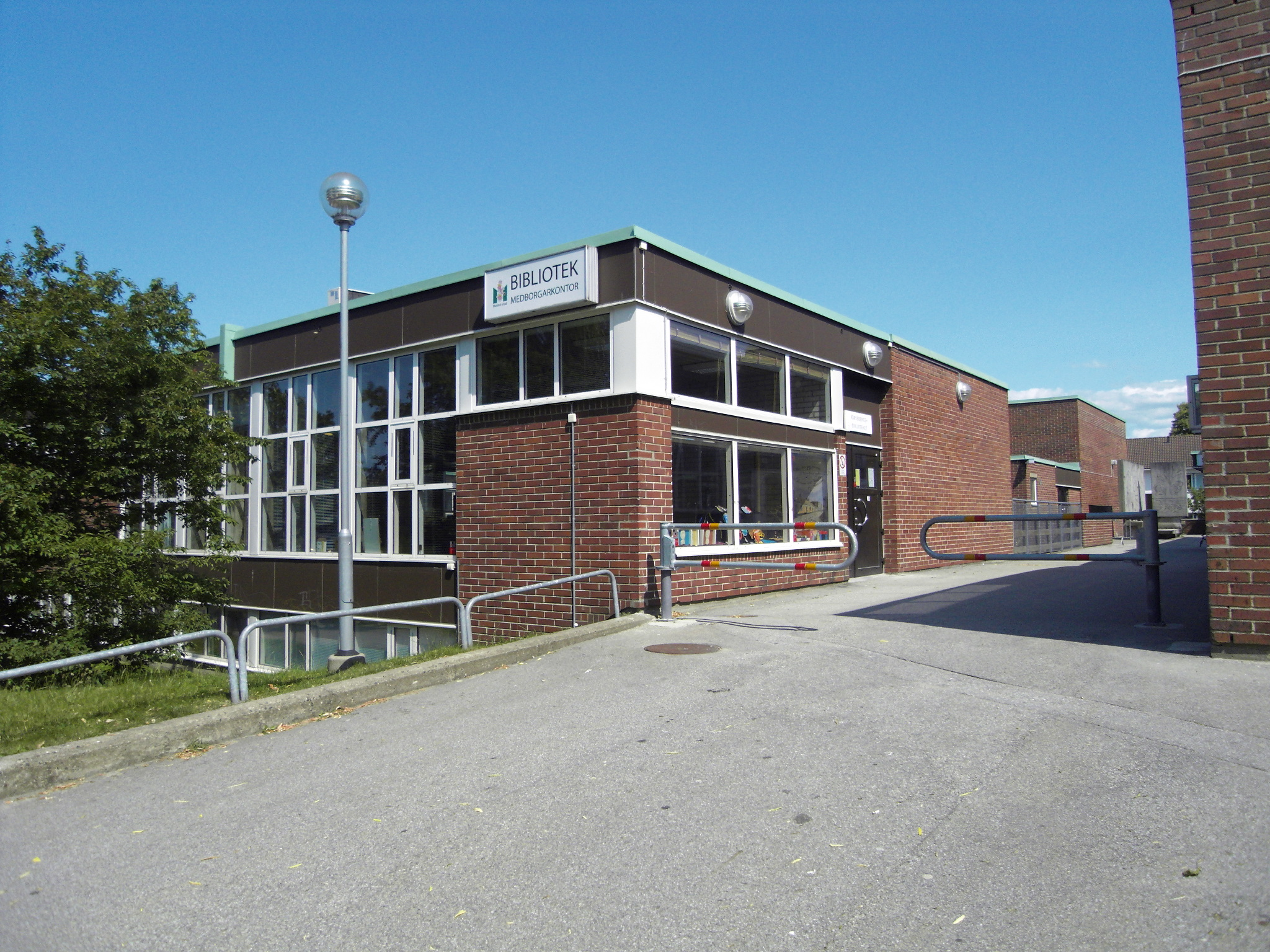
Kirsebergs bibliotek beläget i Kirsebergsstaden.
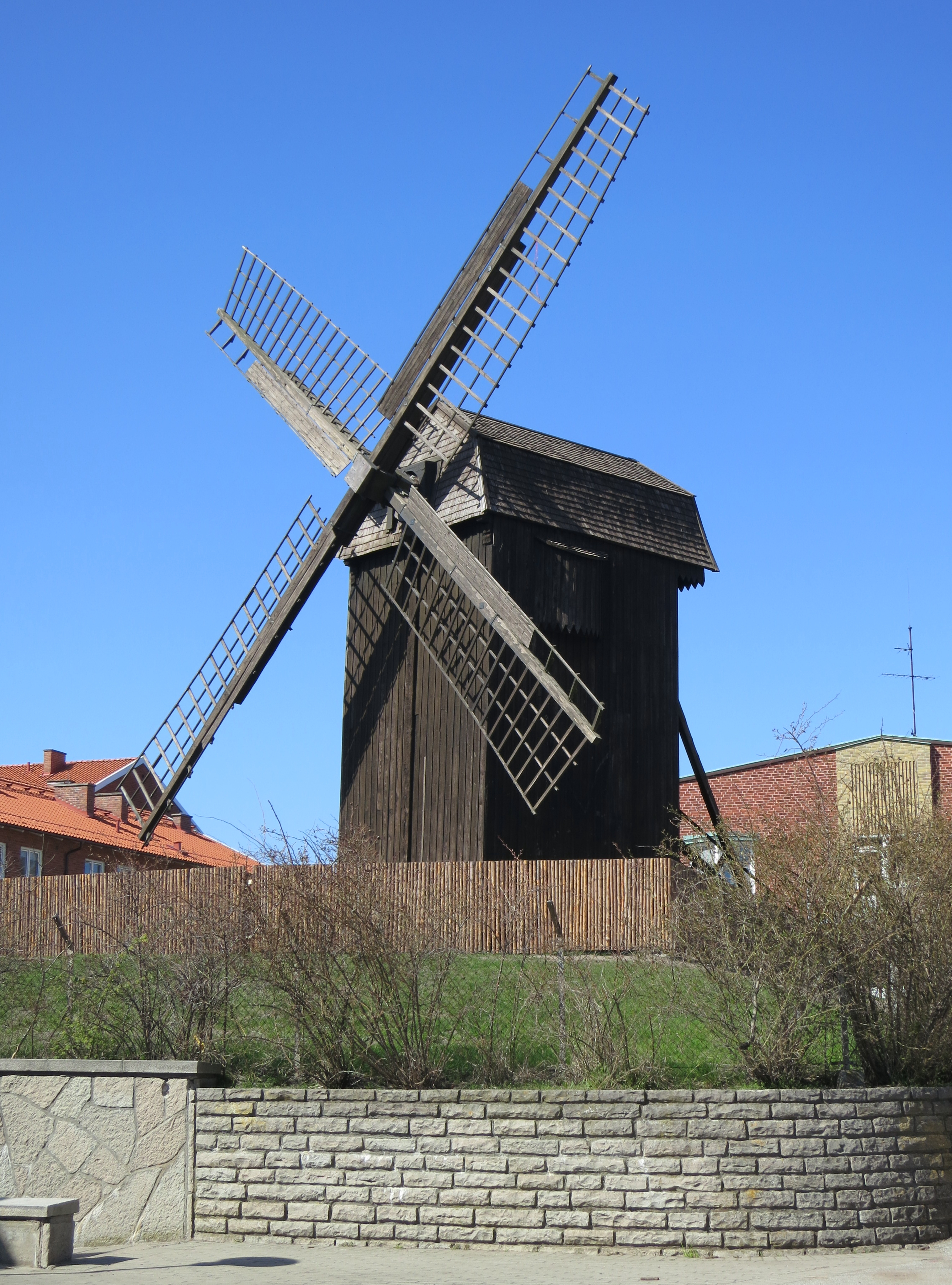
Kirsebergsmöllan på Bulltoftaskolan i Bulltofta.
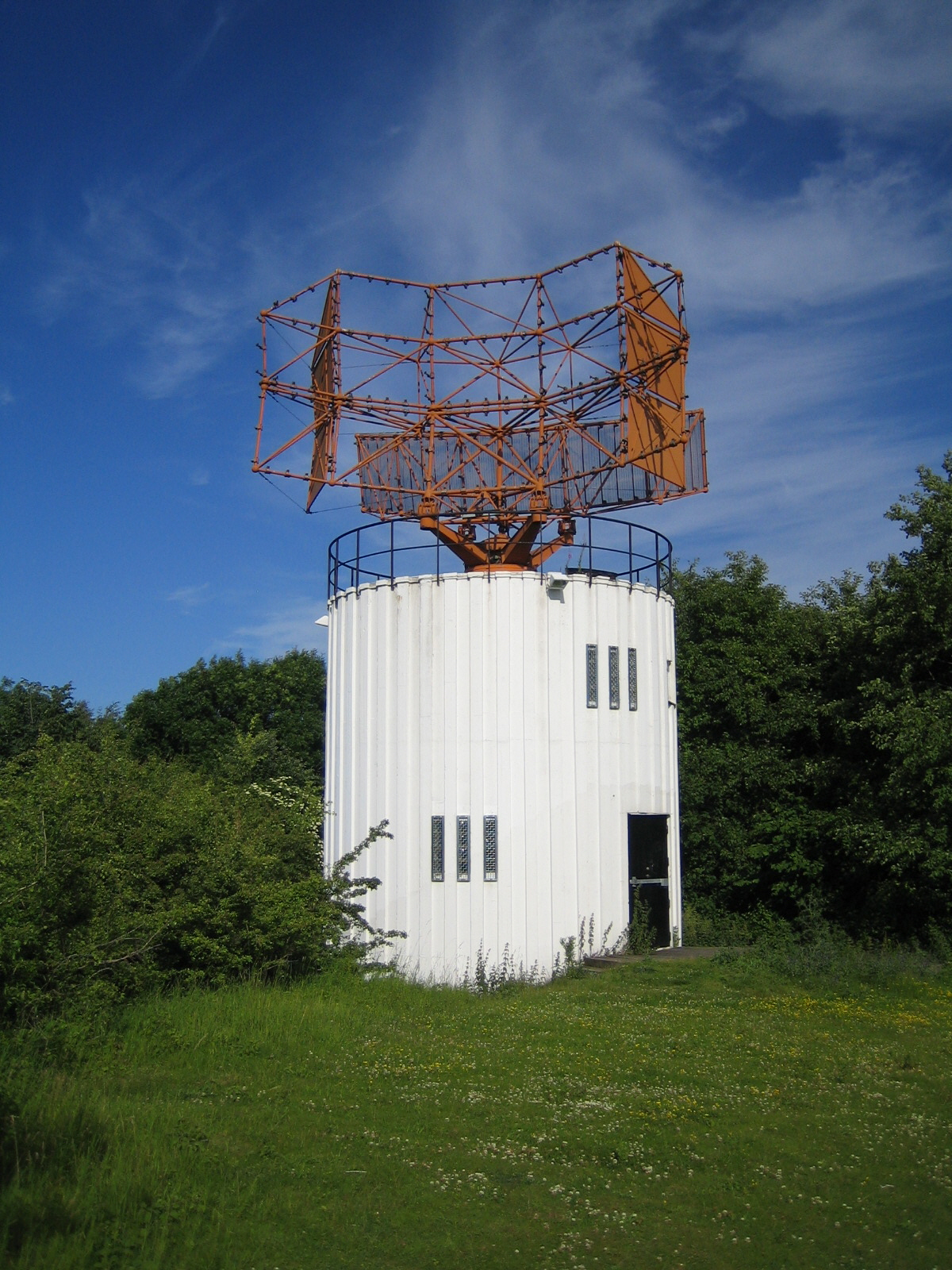
Nerlagda radartornet i Bulltoftaparken.
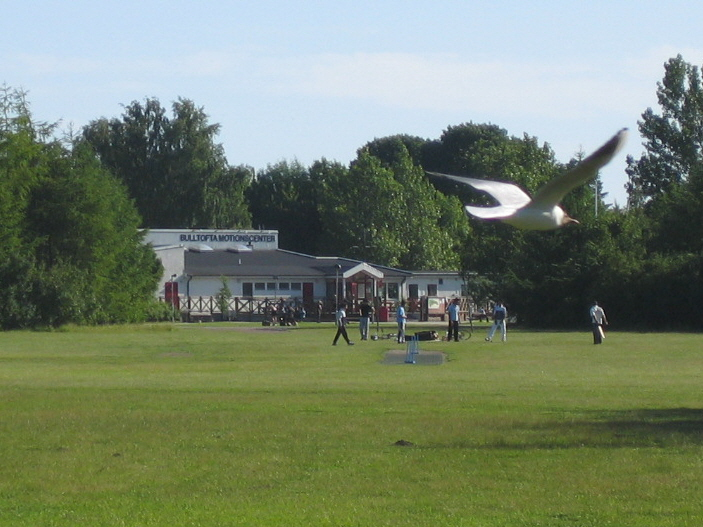
Bulltoftaparken, som ligger på Bulltofta rekreationsområde, ett jättestort grönområde.
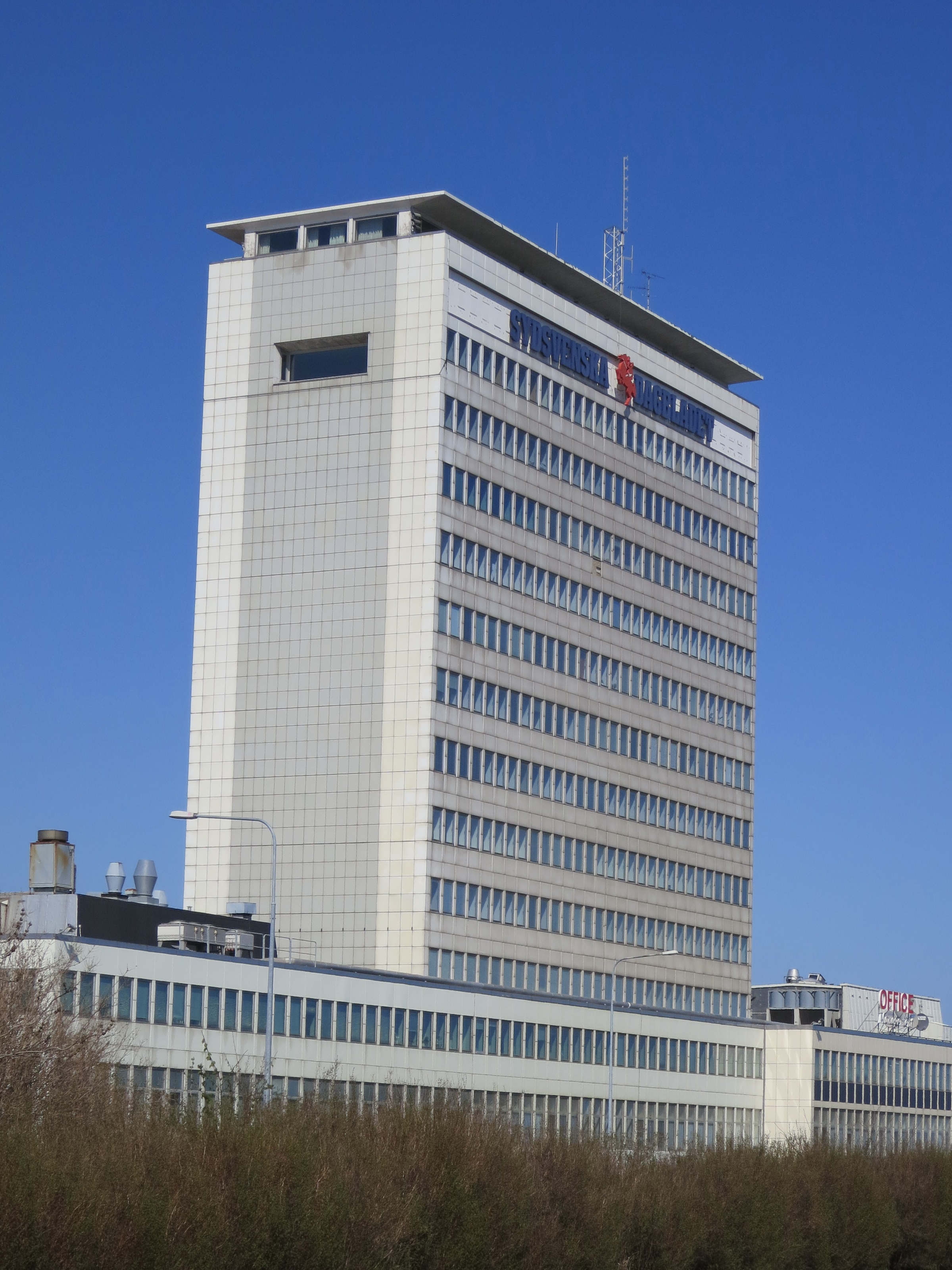
Sydsvenskanhuset, även kallad SDS-huset, i Sege industriområde.
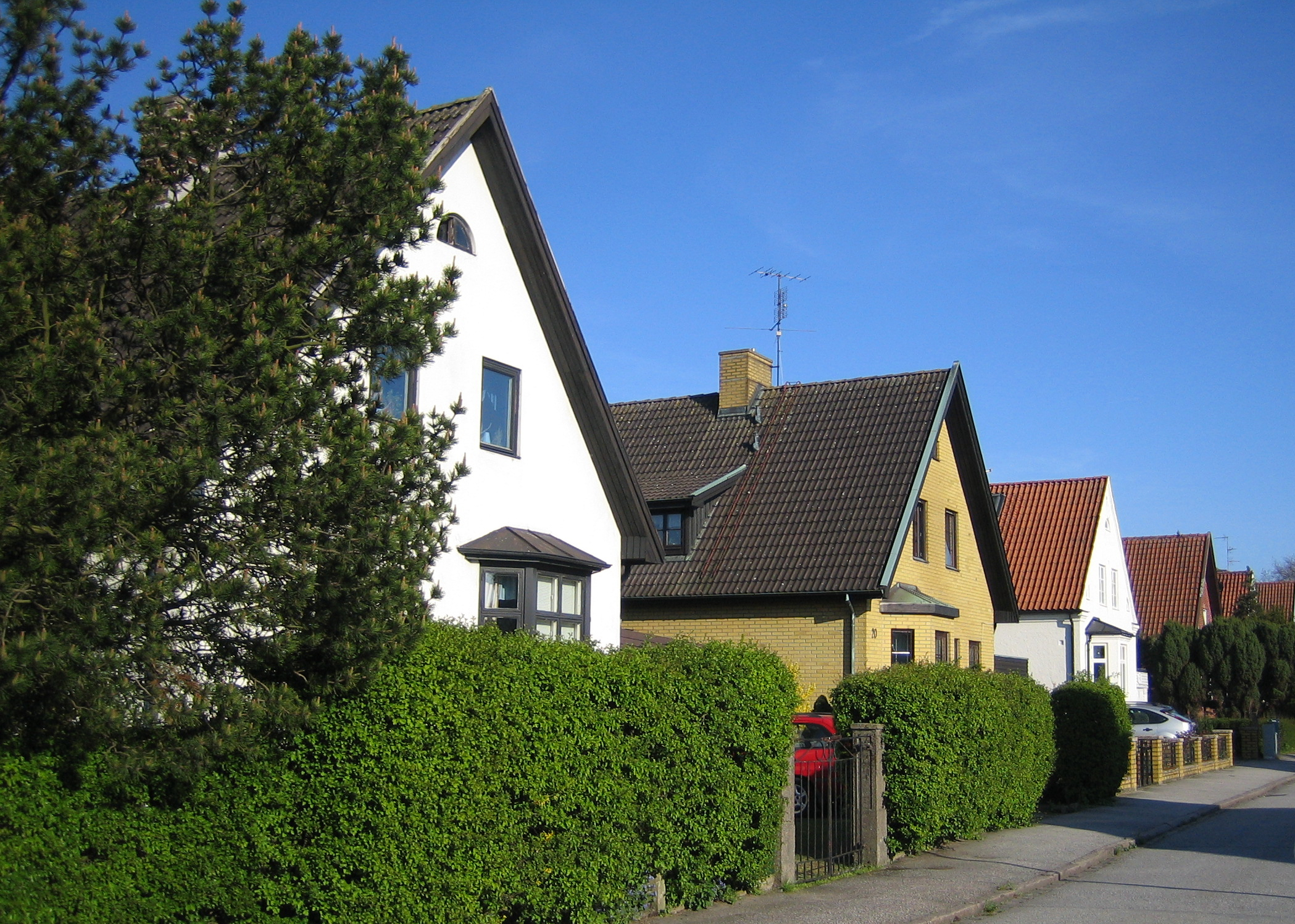
Några av de många villor i Rostorp.